# Mannix
Pour les articles homonymes, voir Mannix (homonymie).
Ne doit pas être confondu avec Manix.
Mannix est une série télévisée américaine en 194 épisodes de 50 minutes, créée par Bruce Geller, Richard Levinson et William Link et diffusée entre le 16 septembre 1967 et le 13 avril 1975 sur le réseau CBS.
En France, la série a été diffusée à partir du 2 janvier 1969 sur la Première chaîne de l'ORTF et rediffusée sur Jimmy et sur Vivolta, et au Québec à partir du 8 septembre 1969 sur Télé-Capitale puis à partir du 8 septembre 1970 à Télé-Métropole.

## Synopsis
Cette série met en scène les enquêtes de Joe Mannix, tout d'abord pour la société de sécurité et de renseignements Intertect, puis à son compte, comme détective privé, à Los Angeles. Il est aidé par sa secrétaire, Peggy Fair, veuve d'un policier.

## Distribution
- Mike Connors (VF : Pierre Hatet ; VQ : Luc Durand) : Joe Mannix
- Gail Fisher (VF : Claude Chantal ; VQ : Arlette Sanders) : Peggy Fair (1968-1975)
- Ward Wood (en) (VQ : Alain Clavier) : Lieutenant Art Malcolm (1968-1975)
- Joseph Campanella (VF : Henri Gilabert) : Lew Wickersham (Saison 1 : 1967-1968)
- Robert Reed (VQ : Benoît Marleau) : Lieutenant Adam Tobias (1968-1975)

 Source et légende : version québécoise (VQ) sur Doublage.qc.ca

## Épisodes

### Première saison (1967-1968)
1. Il s'appelle Mannix (The Name Is Mannix) : Joe Mannix doit retrouver la fille kidnappée (jouée par Barbara Anderson) d'un riche client.
2. Ambition (Skid Marks on a Dry Run)
3. Jamais deux fois (Nothing Ever Works Twice)
4. La Justicière (The Many Deaths of Saint Christopher) avec la participation de Neil Diamond
5. Comme si de rien n'était (Make Like It Never Happened)
6. La Fin d'une aventure (The Cost of a Vacation)
7. Le Gourou (Warning: Live Blueberries) : un vieil ami de Mannix l'engage pour enquêter sur sa fille, universitaire en Californie, dont il n'a plus de nouvelles. Il s'avère qu'elle fait partie d'un groupe de hippies qui - probablement sous l'empire de drogues et l'emprise d'un gourou hindou - font de la méditation transcendantale en écoutant du sitar dans une forêt d'eucalyptus. Avant que Mannix n'ait pu lui parler, son petit ami décède d'une chute. Suicide ou meurtre ? À noter dans cet épisode la présence du groupe Buffalo Springfield, interprétant deux morceaux, dont For What It's Worth dans la boite de nuit lost dimension.
8. Les Portes du rêve (Beyond the Shadow of a Dream)
9. Pour une signature (Huntdown)
10. Sépulture pour un clown (Coffin for a Clown)
11. Secret professionnel (A catalogue of Sins)
12. Anguille sous roche (Turn Every Stone)
13. Le Ver dans le fruit (Run, Sheep, Run)
14. Un verre de trop (Then the Drink Takes the Man)
15. Le Retour d'Ida Marion (The Falling Star) : une erreur à l'époque dans le titre français (les personnages sont Anne Marion et Ida Colby, donc le titre aurait dû être : Le Retour d'Anne Marion).
16. Le Droit de tuer (License to Kill — Limit Three People)
17. Traquenards : 1re partie (Deadfall: Part 1)
18. Traquenards : 2e partie (Deadfall: Part 2)
19. Pour un collier (You Can Get Killed Out There)
20. L'Impossible Enquête (Another Final Exit)
21. Miracle 8-5 (Eight to Five, Its a Miracle)
22. Réhabilitation (Delayed Reaction)
23. Le suicide se porte bien (To Kill a Writer)
24. Prenez garde à la peinture (The Girl in the Frame)

### Deuxième saison (1968-1969)
1. Le Cri du silence (The Silent Cry)
2. Un cas de conscience (Comes Up Rose)
3. Entre la vie et la mort (Pressure Point)
4. Virages (To the Swiftest, Death)
5. Au pied de l'arc-en-ciel (End of the Rainbow)
6. À qui profite le crime ? (A Copy of Murder)
7. Au fil du scalpel (Edge of the Knife)
8. Qui creusera les tombes ? (Who Will Dig the Graves ?)
9. J'ai besoin d'un ami (In Need of a Friend)
10. La Nuit hors du temps (Night Out of Time)
11. Vue sur le néant (A View of Nowhere)
12. Modus operandi (Fear I to Fall)
13. Rencontre à Los Angeles (Death Run)
14. Elle transporte des montagnes (A Pittance of Faith)
15. Seuls les géants (Only Giants Can Play)
16. L'Ombre d'un homme (Shadow of a Man)
17. La Fille de nulle part (The Girl Who Came In From the Tide)
18. Mort sur un mode mineur (Death in a Minor Key)
19. Immeuble insalubre (End Game)
20. L'Argent (All Around the Money Tree)
21. À dix contre un (The Odds Against Donald Jordan)
22. Les Derniers Sacrements (Last Rites for Miss Emma)
23. Dianne (The Solid Gold Web)
24. Le Mauvais Élève (Merry Go Round for Murder)
25. Comment attraper un lapin (To Catch a Rabbit)

### Troisième saison (1969-1970)
1. Le Noir et le Rouge (Eagles Sometimes Can't Fly)
2. Le Talon d'Achille (Color Her Missing)
3. Le Retour (Return to Summer Grove)
4. La Scène (The Playground)
5. Minuit (A Question of Midnight)
6. Le Spectacle de deux sous (A Penny for the Peep-Show)
7. On a noyé Burton (A Sleep in the Deep)
8. Une mémoire défaillante (Memory: Zero)
9. La Victime de nulle part (The Nowhere Victim)
10. Les Bruits de la nuit (The Sound of Darkness)
11. Qui m'a tué ? (Who Killed Me ?)
12. Le soleil se cache (Missing: Sun and Sky)
13. Les Dents du serpent (Tooth of the Serpent)
14. Médaille pour un héros (Medal for a Hero)
15. Le Mort-vivant (Walk With a Dead Man)
16. Les Fleurs de la chance (A Chance at the Roses)
17. Le Miroir (Blind Mirror)
18. L'Or d'Arlequin (Harlequin's Gold)
19. Qui est Sylvia ? (Who Is Sylvia ?)
20. Le Dernier des trois (Only One Death to a Customer)
21. Vole mon petit (Fly, Little One)
22. Un banquier véreux (The Search for Darrell Andrews)
23. La caméra ne ment jamais (Murder Revisited)
24. Guerre des nerfs (War of Nerves)
25. Tragique samedi (Once Upon a Saturday)

### Quatrième saison (1970-1971)
1. L'Éclipse (A Ticket to the Eclipse)
2. Maldonne (One for the Lady)
3. Amnésie (Time Out of Mind)
4. Silhouette dans le paysage (Figures in a Landscape)
5. La petite souris est morte (The Mouse That Died)
6. Les 72 heures (The Lost Art of Dying)
7. Des dettes et des jeux (The Other Game in Town)
8. Entre deux mondes (The World Between)
9. Coup de soleil (Sunburst)
10. Menace dans l'ombre (To Cage a Sea Gull)
11. Règlement de comptes (Bang, Bang, You're Dead)
12. Rêves (Deja Vu)
13. Duo pour trois (Duet for Three)
14. Ballade pour nulle part (Round Trip to Nowhere)
15. Qu'est-il arrivé dimanche ? (What Happened to Sunday ?)
16. Le Signe de Judas (The Judas Touch)
17. Intention de donner la mort (With Intent to Kill)
18. Un crime qui n'en est pas un (The Crime That Wasn't)
19. Jeux de fantômes (A Gathering of Ghosts)
20. Une journée de ténèbres (A Day Filled With Shadows)
21. Voix dans l'ombre (Voice in the Dark)
22. Meurtre (The Color of Murder)
23. Par delà la mort (Shadow Play)
24. Le Tueur (Overkill)

### Cinquième saison (1971-1972)
1. Longue sera la nuit (Dark So Early, Dark So Long)
2. Piste froide (Cold Trail)
3. Trois pas dans le temps (A Step in Time)
4. Les Raisins amers (Wine from These Grapes)
5. Femme dans l'ombre (Woman in the Shadows)
6. Au-delà du souvenir (Days Beyond Recall)
7. La Course dans la nuit (Run Till Dark)
8. Piège de verre (The Glass Trap)
9. Le Choix du diable (A Choice of Evils)
10. Un bouton pour le général (A Button for General D)
11. L'Homme d'ailleurs (The Man Outside)
12. Le Temps d'un meurtre (Murder Times Three)
13. La Griffe (Catspaw)
14. Sauvez le mort (To Save a Dead Man)
15. La Nuit (Nightshade)
16. Dans le bois (Babe in the Woods)
17. Meurtre sur bande magnétique (The Sound of Murder)
18. Cible vivante (Moving Target)
19. L'Appât (Cry Pigeon)
20. Un pas dans l'ombre (A Walk in the Shadows)
21. Le Chanteur (Lifeline)
22. La Cible (To Draw the Lightning)
23. Le Bouc émissaire (Scapegoat)
24. Meurtre en cinquième vitesse (Death in the Fifth Gear)

### Sixième saison (1972-1973)
1. Quatre otages pour un homme (The Open Web)
2. La Confession (Cry Silence)
3. Dossier no 332 (The Crimson Halo)
4. L'Enlèvement (Broken Mirror)
5. Le Héros (Portrait of a Hero)
6. Le Mouton (The Inside Man)
7. Mémoire de guerre (To Kill a Memory)
8. Pile ou face (The Upside Down Penny)
9. Un pas dans la nuit (One Step to Midnight)
10. La Disparition (Harvest of Death)
11. La Collection (A Puzzle for One)
12. Dimanche perdu (Lost Sunday)
13. La Dernière Passe (See No Evil)
14. Ombre et Lumière (Light and Shadow)
15. Jeux d'ombres (A Game of Shadows)
16. L'Homme de nulle part (The Man Who Wasn't There)
17. Question de principe (A Matter of Principle)
18. Trafic dans l'ombre (Out of the Night)
19. La Prédiction (Carol Lockwood, Past Tense)
20. Les Visages du meurtre (The Faces of Murder)
21. Enquête sur le passé (Search for Whisper)
22. Vol sans retour (To Quote a Dead Man)
23. Question d'innocence (A Problem of Innocence)
24. L'Affaire Danford (The Danford File)

### Septième saison (1973-1974)
1. Prémonition (The Girl in the Polka Dot Dress)
2. Le Coupable (A Way to Dusty Death)
3. La Poursuite (Climb a Deadly Mountain)
4. La Petite Fille (Little Girl Lost)
5. Les nomades (The Gang's All Here)
6. Seul dans le désert (Desert Run)
7. La Panne (Silent Target)
8. La Dernière Partie (A World Without Sundays)
9. La Dernière Chanson (Sing a Song of Murder)
10. Les Auroras (Search in the Dark)
11. Celle que la mort attend (The Deadly Madonna)
12. Le Rendez-vous manqué (Cry Danger)
13. Les Survivants (All the Dead Were Strangers)
14. Course contre la montre (Race Against Time (1))
15. Course contre la montre (Race Against Time (2))
16. Au seuil de la mort (The Dark Hours)
17. Les Noces tragiques (A Night Full of Darkness)
18. Soupçons (Walk a Double Line)
19. Mort d'une inconnue (The Girl From Nowhere)
20. Le Besoin de tuer (Rage to Kill)
21. Le Coup monté (Mask for a Charade)
22. La Fin d'un boxeur (A Question of Murder)
23. Où est passé le million ? (Trap for a Pigeon)
24. L'habit ne fait pas le moine (The Ragged Edge)

### Huitième saison (1974-1975)
1. Portrait flouté (Portrait in Blues)
2. Le plan (Game Plan)
3. Un beau jour pour mourir (A Fine Day for Dying)
4. L'aveugle (Walk on the Blind Side)
5. Les petits hommes verts (The Green Men)
6. La Mort n'a pas de visage (Death Has No Face)
7. Une faveur pour un vieil ami (A Small Favor for an Old Friend)
8. Tami Okada entre en scène (Enter Tami Okada)
9. Portrait d'une ombre (Picture of a Shadow)
10. Le soleil du désert (Desert Sun)
11. Le survivant (The Survivor Who Wasn't)
12. Le choix des victimes (A Choice of Victims)
13. Le sens du courage (A Word Called Courage)
14. L'homme piégé (Man in a Trap)
15. Une chance sur deux (Chance Meeting)
16. La toile d'araignée (Edge of the Web)
17. Rançon pour hier (A Ransom for Yesterday)
18. La tour vide (The Empty Tower)
19. Quartet (Quartet for a Blunt Instrument)
20. Oiseau de Proie (1) (Bird of Prey (1))
21. Oiseau de Proie (2) (Bird of Prey (2))
22. Dessiné pour mourir (Design for Dying)
23. À la poursuite d'un mort (Search for a Dead Man)
24. Les grands moyens (Hardball)

## Crossover avec d'autres séries
- Le 4 octobre 1971, lors de la quatrième saison de la série Here's Lucy (en) (1968-1974), le personnage de Lucy Carter engage Joe Mannix pour lui servir de garde du corps contre des bandits. Dans cette sitcom, Mike Connors interprète son personnage de façon comique. Il s'agit d'une première puisqu'on peut parler de passage trans-genre d'une série dramatique à une série comique. L'épisode est intitulé Lucy and Mannix Are Held Hostage. Il est à noter que Peggy n'apparaît pas dans cet épisode. Lucy est interprétée par la comédienne Lucille Ball[3].
- Le 13 février 1997 lors de la quatrième saison de la série Diagnostic : Meurtre (1993-2002), Joe Mannix résout une ancienne affaire avec l'aide du docteur Mark Sloan dans l'épisode intitulé Vingt ans après, avec Julie Adams et Pernell Roberts, acteurs de l'épisode 4 de la saison 7 de Mannix: La Petite fille (Little Girl Lost)[4].

## Commentaires
Les producteurs se basèrent sur un concept dont le titre était Intertect, le nom de l'agence de la série. La recherche du nom du rôle-titre était longue mais les producteurs pensèrent à Eddie Mannix (en) de la MGM pour avoir le titre.
Cette série connut un grand succès, renouvelant le genre en proposant un personnage de détective au grand cœur dans l'esprit de son rôle précédent dans la série Sur la corde raide (Tightrope! (en)).
Dans le rôle de la secrétaire de Joe Mannix, Gail Fisher fut une des premières actrices afro-américaines à jouer dans une série de façon régulière. Sa prestation fut récompensée à trois reprises (deux Emmy Award et un Golden Globe Award).
Enfin, on peut également noter l'originalité du générique qui présentait des images du héros sous la forme d'un split screen (ou écran divisé en français) sur une musique de Lalo Schifrin. Notons que certaines images marquantes du générique dès la saison 1 (Mannix courant sur un vaste pont, Mannix dansant dans une prairie avec une jeune femme en jupe) ne sont extraites d'aucun épisode.
Le doublage était assuré au début par des acteurs français, principalement Pierre Hatet, remplacés ensuite par des acteurs canadiens, dont Luc Durand, pour des raisons économiques.
Les deux dernières saisons n'ont jamais été diffusées en France.

## Récompenses
- Emmy Award 1970 : Meilleur second rôle dans une série dramatique pour Gail Fisher
- Golden Globe Award 1970 : Meilleur acteur dans une série dramatique pour Mike Connors
- Golden Globe Award 1971 : Meilleur second rôle dans une série dramatique pour Gail Fisher
- Golden Globe Award 1972 : Meilleure série dramatique
- Golden Globe Award 1973 : Meilleur second rôle dans une série dramatique pour Gail Fisher

## DVD
- France :

- Saison 1 : sortie le 18 août 2010 (TF1 video)

- Saison 2 : sortie le 2 février 2011 (TF1 video)
- États-Unis :

- Saisons 1 à 8 : sorties depuis le 3 juin 2008 jusqu'au 4 décembre 2012 (Paramount vidéo)